# Михайлов, Валентин Людвикович
Валентин Людвикович Михайлов (4 марта 1994, Калтасы, Башкортостан) — российский биатлонист, призёр чемпионата России по биатлону, чемпион России по летнему биатлону (кросс и лыжероллеры). Мастер спорта России (2015).

## Биография
Воспитанник СШОР г. Уфы, первые тренеры — М. Ш. Давлетшин, В. И. Мишингин, также тренировался под руководством В. А. Никитина. Представляет Республику Башкортостан.
Принимал участие в чемпионате мира по летнему биатлону среди юниоров 2015 года в румынском Кеиле-Грэдиштей, занял 12-е место в спринте и 17-е — в пасьюте.
На взрослом уровне в 2014 году стал чемпионом России по летнему биатлону (кросс) в эстафете в составе сборной Башкортостана. Чемпион России по летнему биатлону (лыжероллеры) 2020 года в суперспринте, на этом же турнире стал серебряным призёром в спринте и бронзовым — в масс-старте. В зимнем биатлоне стал серебряным призёром чемпионата России в 2017 году в командной гонке.